# 안장봉
안장봉은 자전거 안장을 자전거 뼈대에 연결하는 봉이다. 보통 안장 지지대에 봉을 끼우고, 움직이지 않게 지지대 꼭대기를 조임쇠로 조인다.
타는 사람 다리 길이에 맞추어 안장봉을 안장 지지대에 삽입한 길이로 안장 높이를 조절할 수 있는데, 자전거 부품 중 안장봉은 안장에 실린 사람 체중을 받아 뼈대에 전달하는 중요한 일을 하므로, 안장 지지대에 삽입되어야 하는 안장봉의 최소 길이가 안장봉의 아래쪽에 표시되어 있다. 안장봉 재료는 주로 철, 알루미늄, 탄소 섬유나 기타 복합물 등으로 만든다.

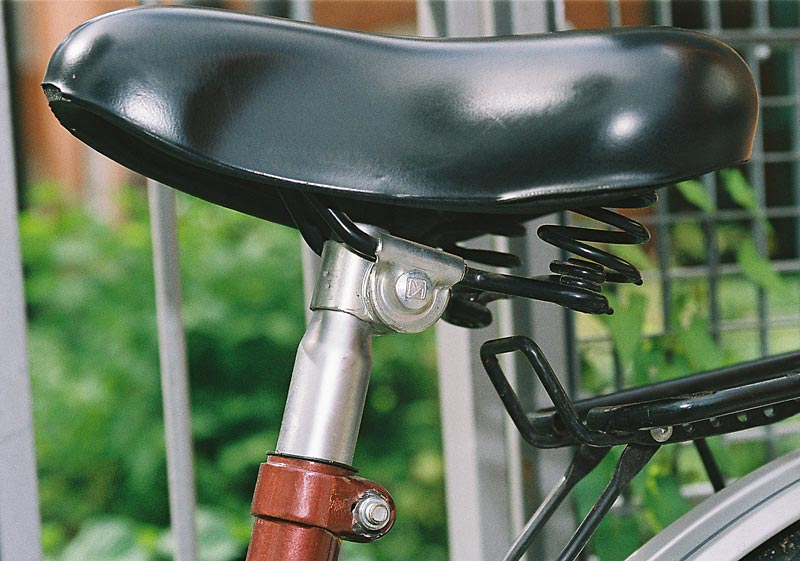
붉은색 뼈대에 연결된 보통 안장봉(은색)

## 형식
안장에 따라 안장봉 종류가 다르다.
보통 생활형 자전거는 안장 아래쪽 끼움틀에 끼울 수 있도록 안장봉 윗 부분 지름이 약간 작게 만들어져 있다.
엠티비 등 전문가용 안장봉은 안장 아래쪽 레일에 연결할 수 있도록 윗 쪽에 별도 끼움쇠가 있다.

## 크기

### 길이
길이는 보통 30cm 정도이며, 긴 것은 40cm, 45cm 이상도 있다. 도로 자전거 보다는 산악 자전거가 조금 긴편이며, 미니벨로의 경우는 60cm 이상 훨씬 긴 것도 많다.

### 지름
지름은 22mm에서 32mm 사이로 되어있으나, 보통 25.4mm, 27.2mm, 28.6mm를 쓰며, 안장 지지대 내경에 맞도록 만든다. 27.2는 산악 자전거 표준 형이고, 25.4는 BMX 자전거에 많이 쓰인다. 이론상 0.2mm 의 변화수치를 가지며 다양한 크기가 있다.
- 22.0, 22.2, 23.4, 23.8, 24.0, 25.0, 25.4, 25.8, 26.0, 26.2, 26.4, 26.6, 26.8, 27.0, 27.2(보통 사용), 27.4, 27.8, 28.0, 28.6, 29.2, 29.4, 29.6, 29.8, 30.0, 30.4, 30.8, 30.9, 31.4, 31.6, 31.8, 32.

## 기타
안장봉 자체에 완충 장치가 붙은 것도 있고, 자전거를 타고도 안장 높이를 조절 할 수 있는 안장봉 등도 있다.